# Mont Martchekan
Le mont Martchekan ou plus simplement Martchekan (en russe : Марчеканская сопка, Martchekanskaïa sopka) est un sommet montagneux au sud de la ville de Magadan. Il est le point culminant, avec ses 705 mètres, de la péninsule de Staritsky sur laquelle il se situe. Elle est un lieu de repos pour les habitants de la ville, avec des parcours de randonnée l'été et du ski l'hiver.

## Toponymie
Il fut nommé dans un premier temps colline Staritsky, avant d'être renommé Martchekan, d'après un ruisseau qui coule sur sa pente sud. Martchekan vient de l'evenki Martchikan, qui signifie « petite tourbière ». La montagne a donné son nom à un quartier de Magadan, celui le plus au sud sur la baie de Nagaïev.

## Géographie
Le Martchekan se situe sur la péninsule de Staritsky, au sud de l'isthme sur lequel se situe la ville de Magadan. Il fait partie de la petite crête nord de la péninsule, qui relie le cap Tchikirov au cap Krasni. Il culmine à 705 mètres, soit le plus haut sommet de la péninsule mais plus bas que les montagnes au nord de Magadan. Plusieurs ruisseaux prennent naissance sur ses pentes ; le Birtch, le Martchekan, l'Ozerny et le Tchachou.
La flore des versants est composée de mélèzes de Sibérie, d'aulnes, de bouleaux et de pins nains de Sibérie. Il y a en tout plus d'une trentaine d'espèces d'arbres, arbustes et de fleurs, qui fleurissent au printemps. Il y a aussi des fougères et du romarin.

## Histoire
Le 9 juin 1958, un Iliouchine Il-12 d'Aeroflot s'est écrasé à 11 h 50 sur un versant à cause d'un fort brouillard, tuant les 24 personnes à bord.

## Activités
Le chemin le plus facile part de la rue Gagarine ou de l'avenue du Martchekan (Martchekan Shosse), et monte en traversant une clairière puis un peu de forêt avant d'arriver au col. Les pentes sud, de par la végétation, sont déconseillées.
En hiver, les pentes nord sont utilisées pour les descentes de ski et de luges. La pente orientale est elle sujette à de fortes accumulations de neiges, qui peuvent entraîner des avalanches.
Il y a un dôme blanc, qui est une station radar à des fins militaires sur le sommet.